# 因幡町商店街
因幡町商店街（いなばちょうしょうてんがい）は、1947年から1971年まで、福岡県福岡市因幡町（現:福岡市中央区天神1丁目付近）に存在した商店街。渡辺通りに面した西鉄街に直結しにぎわいを見せたが、1971年に火災で焼失、跡地には地権者により2棟のビルが建てられ、そのビルも大規模再開発計画「天神ビッグバン」に伴い2020年から解体工事が始まり、当時の面影はない。「因幡町通り」やかつて出店していた「因幡うどん」にその名残りを留める。

## 概要
因幡町の町名は黒田如水の宿将「黒田二十四騎」の一人、衣笠因幡守景延の屋敷があったことが由来とされている。
太平洋戦争の空襲で焼け野原と化した福岡市街では、終戦直後から各所にヤミ市が開かれており、因幡町にもヤミ市が立ち上がった。しかしヤミ商人と買い物客の間でトラブルが相次ぎ、市民が安心して買い物ができる商店街の建設の機運が高まった。福岡市から土地の払い下げを受けた戦災復興会は、戦争被災者や引揚者を優先的に入居させ、1947年に因幡町商店街をオープンさせた。西側700坪、東側680坪。商店はいずれも12坪、1階が店舗、2階が住居で、69店舗が軒を連ねた。営業品目は衣料品・食料品・化粧品・薬局・理髪店・食堂などバラエティに富み、物不足のなか狭い通路はたいへんな賑わいを見せた。
因幡町商店街は周囲の商店街や岩田屋デパートなどとともに天神発展の一翼を担った。中でも「ハトヤ」は因幡町の顔ともいわれ、隣接する商店の利権を順次取得し、婦人服地・洋品・下着、宝石、毛皮、スポーツ用品、高級インテリア等を扱い、1971年には売上約23億円、従業員約380人を誇った。そのほか「河村家具」「天心堂薬局」「平和楼」「因幡うどん」「喫茶藤（藤館）」「入江豊香園」「新生飯店」などが有名だった。
しかし1971年5月27日未明、西鉄街・因幡町商店街は大火に襲われ、因幡町商店街も大半を占める22店舗が全半焼した。以前から火災の危険を感じていた地権者たちは、跡地に商業ビルの建設を構想することになる。
地権者たちは1976年11月、因幡町通りをはさんだ西側にニチイ天神店をキーテナントとした天神第一名店ビル（のちの天神ビブレビル）をオープンさせた。ニチイ天神は「ビブレ21」「天神ビブレ」と名称を変えた。しかし西日本鉄道が天神ビブレビル、隣接する福岡ビル、天神コアビルと三位一体のビルを建設することになり、天神ビブレビルは2020年に解体工事が始まった。
一方、東側には1979年4月、天神東急プラザビルがオープン、1997年には「天神ビブレ2」がキーテナントになる。2001年にはジュンク堂をキーテナントとするメディアモール天神が開業。こちらも天神ビッグバンに伴い2021年に解体工事が始まっている。